# Флинт (река)
Флинт (англ. Flint) — река на юго-востоке США. Длина реки — 240 км, площадь водосборного бассейна — 22 464 км².

## Описание
Исток реки Флинт расположен на западе центральной части штата Джорджия в южной части округа Фултон. Затем она течёт по трубам под взлётно-посадочными полосами международного аэропорта Хартсфилд-Джексон Атланта. Далее воды реки текут на юг через сельскохозяйственные районы штата и пересекает Государственный парк Спрюэлл-Блафф, примерно в 16 км к западу от города Томастон.
На юго-западе Джорджии река протекает через центр Олбани, крупнейшего города на реке. Около границы со штатом Флорида река Флинт сливается с рекой Чаттахучи, образуя озеро Семинол, из которого вытекает единственная река Апалачикола, которая течёт далее на юг и впадает в Мексиканский залив.

## История
На протяжении всей своей истории река Флинт была подвержена к наводнениям. В 1994 году во время наводнения, вызванного тропическим ураганом Альберто, уровень реки в Олбани поднялся на 13 м, в результате чего пришлось эвакуировать более 23 тыс. жителей города. В 1998 году в Олбани произошло ещё одно серьёзное наводнение, однако не такое большое как в 1994 году. Другие крупные наводнения происходили в 1841 и 1925 годах.
Река Флинт является одной из четырёх рек на юго-востоке США, где в значительных количествах сохранились растения Hymenocallis coronaria из рода Гименокаллис.

## Фотографии

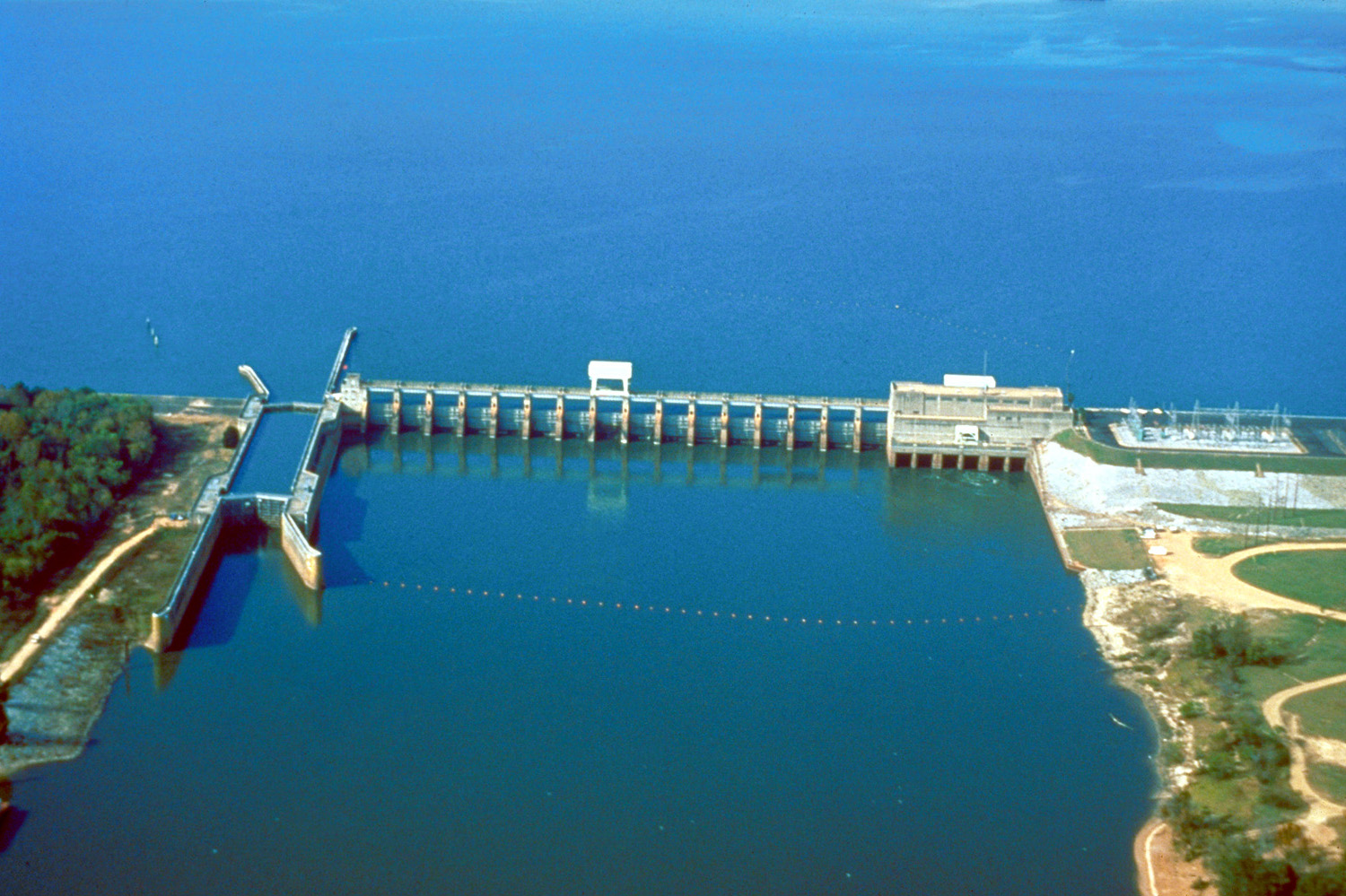
Плотина Джима Вудраффа
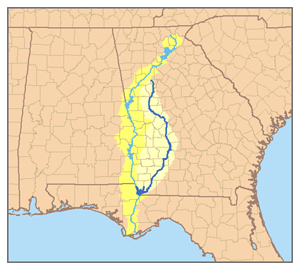
Бассейн рек Чаттахучи и Флинт